# Idioma pyu (Myanmar)
L'idioma pyu ([pjù bàðà]; també anomenat idioma tircul) és una llengua morta, pertanyent a les llengües sinotibetanes, que es parlava al centre de l'actual Myanmar fins al segle xiii.
Aquesta llengua era la lingua franca usada a les ciutats estat pyu, que va florir entre el segle ii i el segle ix. Va decaure a partir del segle ix, quan els pobles bamar del Regne de Nanzhao prengueren el control de les ciutats pyu independents. La llengua continuava emprant-se en l'època de les inscripcions reials del Regne de Pagan, tot i que ja no devia ser la llengua col·loquial, i cap al segle xii el seu ús com a llengua escrita encara era present. Sembla que hauria deixat d'usar-se definitivament en el segle xiii, quan va ser substituïda per l'idioma birmà, la llengua principal del Regne de Pagan, a l'alt Myanmar, regió que prèviament havia estat ocupada per la civilització pyu.
L'escriptura pyu era un tipus d'escriptura bràhmica. Sembla que aquest tipus d'escriptura és l'origen de l'escriptura mon moderna utilitzada per a escriure tant l'idioma mon com el birmà.

## Classificació

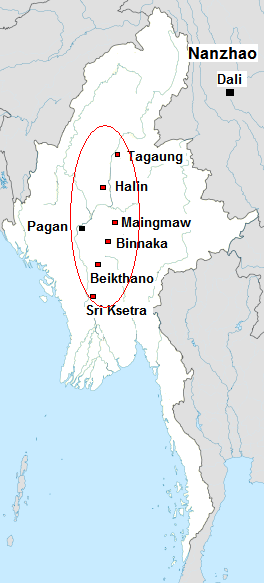
Les ciutats pyu cap al ; el Regne de Pagan es mostra només per comparació, ja que no fou contemporani de les ciutats pyu

L'idioma pyu era una llengua sinotibetana relacionada amb l'antic birmà, tot i que el grau de proximitat es debat encara. Alguns autors, com ara Matisoff, la van classificar dins del subgrup de les llengües lolobúrmiques, mentre que altres com ara Bradley consideren que és més aviat una llengua luica (sak) del grup de llengües kachin-lui. Van Driem considera que és més adequat tractar aquesta llengua com una branca independent de les llengües sinótibetanes mentre no hi hagi evidències que permetin classificar-la de manera escaient.

## Ús
Fou la lingua franca d'ús comú a les ciutats estat independents dels pyu. Tot i que sembla que durant el període pyu l'idioma pyu s'utilitzà amb el sànscrit, i fins i tot el pali en la cort de diverses ciutats pyu: els registres històrics xinesos parlen que 35 músics van acompanyar a l'ambaixada pyu a la cort dels Tang el 800-802 i aquests van interpretar cançons en llengua fan (sànscrit).